# Diocesi di Dali

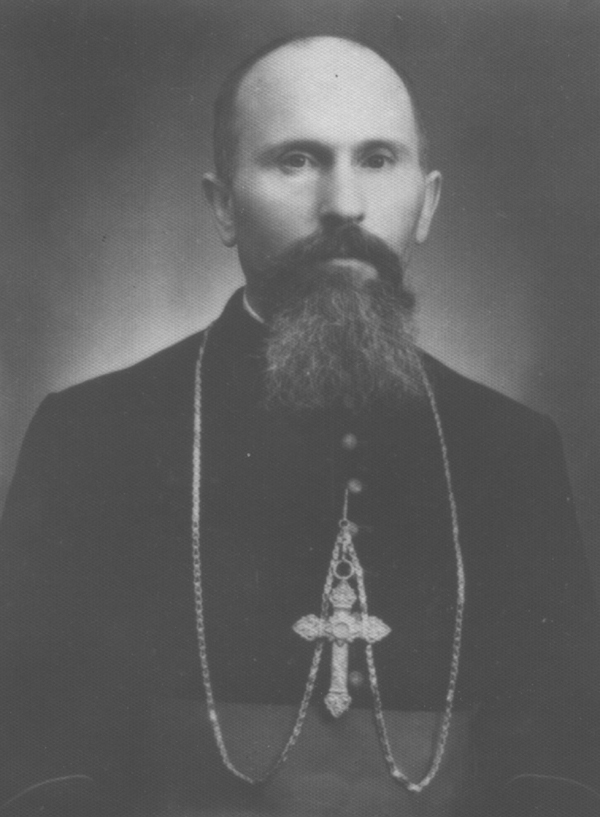
Il vescovo Lucien Bernard Lacoste.

La diocesi di Dali (in latino Dioecesis Taliana) è una sede della Chiesa cattolica in Cina suffraganea dell'arcidiocesi di Kunming. Nel 1968 contava 5.097 battezzati su 3.212.339 abitanti. La sede è vacante.

## Territorio
La diocesi comprende la parte occidentale della provincia cinese dello Yunnan al confine con la Birmania a ovest e il Laos a sud. In origine era costituita da 33 sottoprefetture, 23 nell'intendenza di Teng-yueh e 10 in quella di Pu'er, per una superficie totale di circa 160.000 km².
Sede vescovile è la città di Dali, dove si trova la cattedrale del Sacro Cuore di Gesù.
Secondo la Guide to the Catholic Church in China, nel 2014 la diocesi era servita da 9 sacerdoti per 39 chiese o cappelle.

## Storia
La decisione di dividere l'immenso territorio del vicariato apostolico di Yunnan-fou (oggi arcidiocesi di Kunming) fu presa già nel 1920 di comune accordo tra Propaganda Fide, il vicario apostolico Charles de Gorostarzu e la Congregazione del Sacro Cuore di Gesù di Bétharram, che aveva accettato di prendersi carico della nuova missione. I primi tre missionari bétharramiti arrivarono nello Yunnan nel 1922 e, dopo 2 anni di adattamento e di apprendimento della lingua e dei metodi missionari, si trasferirono a Dali (chiamata all'epoca Tali), dove iniziarono l'opera di evangelizzazione del territorio loro affidato, sotto la direzione del vicario apostolico di Kunming.
La missione sui iuris di Tali fu eretta il 22 novembre 1929 con il breve Munus apostolicum di papa Pio XI, ricavandone il territorio dal vicariato apostolico di Yunnan-fou. Primo superiore ecclesiastico fu Pierre Erdozaincy-Etchart, sacerdote bétharramita. A lui, morto prematuramente, succedette il 14 novembre 1931 il sacerdote Jean-Baptiste Magenties.
Nel 1934 giunsero in missione le religiose delle Figlie della Croce, che coadiuvarono i bétharramiti nell'opera di evangelizzazione del territorio con l'apertura di dispensari, scuole e orfanatrofi.
Con la bolla Quae ad maius del 10 dicembre 1934 papa Pio XI elevò la missione sui iuris di Dali in prefettura apostolica. Il 18 dicembre 1935 Magenties fu nominato prefetto apostolico, senza carattere episcopale, ma con pieni poteri di ordinario.
Il 9 dicembre 1948 con la bolla Inceptum a Nobis papa Pio XII elevò la prefettura apostolica a diocesi e nominò primo vescovo Lucien Bernard Lacoste, che fu ordinato nella cattedrale di Kunming il 29 maggio 1949.
Con l'avvento al potere dei comunisti, i religiosi furono espulsi dalla diocesi: ultimo a lasciare il suo posto, nel luglio 1952, dopo 137 giorni di prigionia, fu Lacoste con alcuni religiosi e religiose. Alla sua partenza, la diocesi rimase affidata alle cure di due sacerdoti cinesi, entrambi morti negli anni ottanta. L'ultimo prete cinese della diocesi ed amministratore della stessa, Peter Liu Hanchen, è morto il 24 gennaio 1990.
Oggi la diocesi è affidata alle cure dell'arcidiocesi di Kunming. Nel 2009 vi era un solo prete incaricato di tutto il territorio.
Il 26 marzo 2012, nella cattedrale di Dali, sono stati ordinati preti tre seminaristi originari della diocesi, assieme ad altri tre provenienti da diocesi vicine; si tratta delle prime ordinazioni sacerdotali mai effettuate in diocesi, ed inoltre per la prima volta la diocesi può contare su sacerdoti autoctoni.

## Cronotassi dei vescovi
Si omettono i periodi di sede vacante non superiori ai 2 anni o non storicamente accertati.
- Pierre Erdozainey-Etchart, S.C.I. di Béth. † (18 giugno 1930 - 12 maggio 1931 deceduto)[8]
- Jean-Baptiste Magenties, S.C.I. di Béth. † (13 novembre 1931 - 9 dicembre 1948 dimesso)[9]
- Lucien Bernard Lacoste, S.C.I. di Béth. † (9 dicembre 1948 - 1983 ritirato)[10]
  - Sede vacante

## Statistiche
Secondo l'Annuario Pontificio del 1968, su una popolazione di 3.212.339 persone, la diocesi contava 5.097 battezzati, corrispondenti allo 0,2% del totale.
| anno | popolazione | popolazione | popolazione | presbiteri | presbiteri | presbiteri | presbiteri                | diaconi | religiosi | religiosi | parrocchie |
| anno | battezzati  | totale      | %           | numero     | secolari   | regolari   | battezzati per presbitero | diaconi | uomini    | donne     | parrocchie |
| ---- | ----------- | ----------- | ----------- | ---------- | ---------- | ---------- | ------------------------- | ------- | --------- | --------- | ---------- |
| 1935 | 2.243       | ?           | ?           | 19         | 2          | 17         | 118                       |         | 19        | 6         |            |
| 1939 | 5.038       | 5.000.000   | 0,1         | 19         | 2          | 17         | 265                       |         | 20        | 20        |            |
| 1950 | 7.996       | 5.000.000   | 0,1         | 26         | 2          | 24         | 307                       |         | 26        | 35        |            |
| 1968 | 5.097       | 3.212.339   | 0,2         | 41         |            | 41         | 124                       |         | 31        | 30        | 15         |